# 4. Königlich Bayerisches Jägerbataillon
Das 4. Jäger-Bataillon war ein Verband der Bayerischen Armee.

## Geschichte

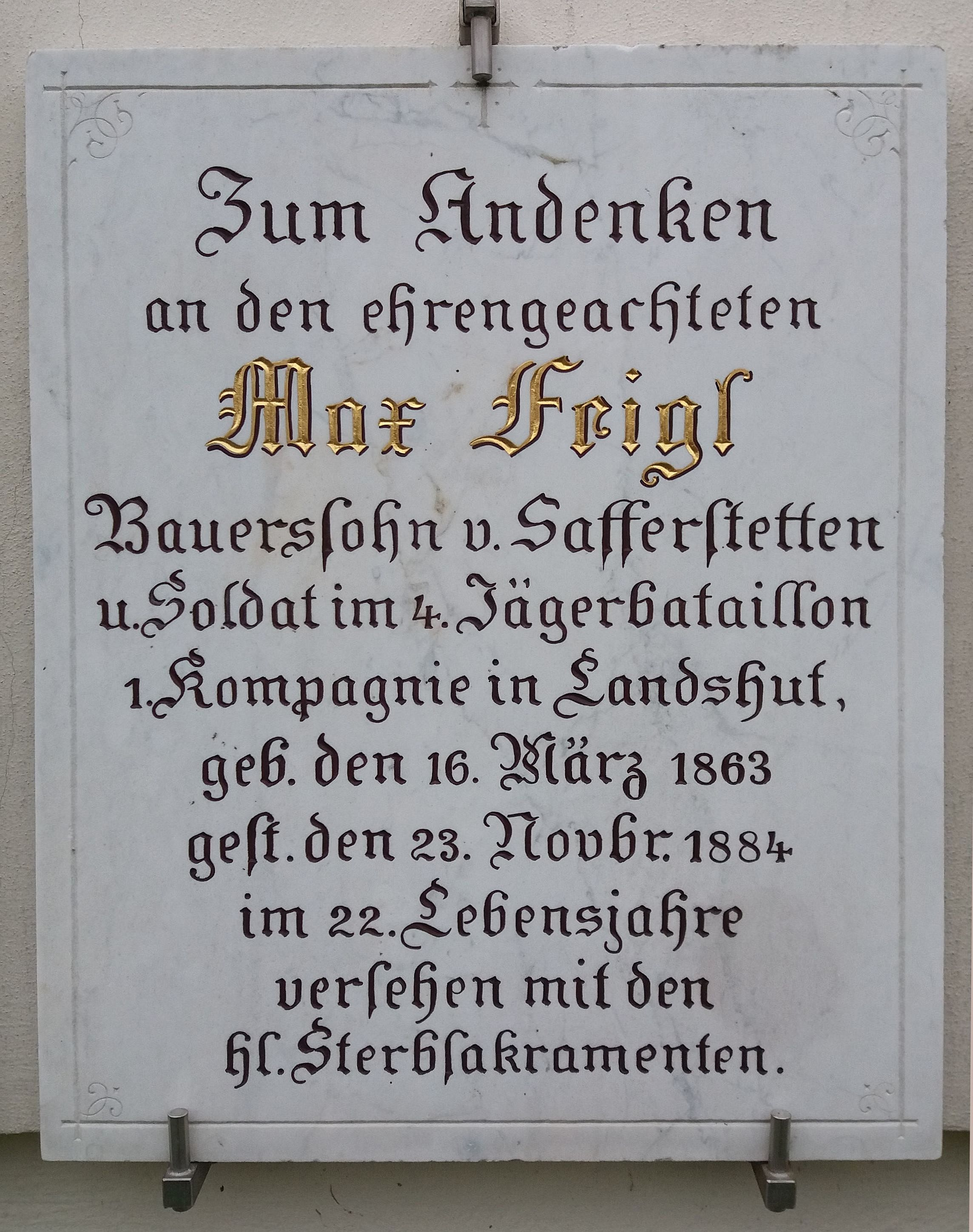
Safferstetten, Gedenktafel für den Bataillonsangehörigen Max Feigl

Das Bataillon wurde am 1. Dezember 1825 durch König Ludwig I. in Ingolstadt aus dem II. Bataillon des 16. Linien-Infanterie-Regiments gebildet. Die Jäger waren der 2. Infanterie-Brigade unterstellt. Am 1. Januar 1851 gab es die 1., 5. und Teile der 7. Kompanie zur Bildung des 6. Jäger-Bataillons ab. Diese Kompanien wurde dann wieder neu aufgestellt. Zuletzt war das Bataillon in Landshut stationiert.

### Deutscher Krieg
Im Krieg gegen Preußen 1866 kämpften die Jäger am 27. Juni 1866 bei Roßbrunn.

### Deutsch-Französischer Krieg
Während des Krieges gegen Frankreich 1870/71 nahm das Bataillon bei der 1. Division unter Generalleutnant Baptist von Stephan an den Schlachten bei Wörth, Sedan, Coulmiers, Loigny und Poupry, Orléans und Beaugency sowie dem Gefecht bei Beaumont teil. In den verlustreichen Kämpfen im November und Dezember 1870 schmolz das Bataillon bis auf ein Drittel der Gefechtsstärke zu Beginn des Krieges zusammen. Ab 27. Dezember 1870 nahm das Bataillon an der Einschließung und Belagerung von Paris teil.

### Verbleib
Der Verband wurde am 1. Oktober 1890 als III. Bataillon in das 19. Infanterie-Regiment eingegliedert.

## Kommandeure
| Dienstgrad           | Name                     | Datum                                   |
| -------------------- | ------------------------ | --------------------------------------- |
| Oberstleutnant       | Franz Xaver von Haren    | 09. Dezember 1825 bis 24. Januar 1833   |
| Major                | Leonhard von Hohenhausen | 24. Januar 1833 bis 1. Juli 1839        |
| Oberstleutnant       | Franz Seraph Bedall      | 01. Juli 1839 bis 27. April 1841        |
| Oberstleutnant       | Jonas Pfretzschner       | 27. April 1841 bis 18. Oktober 1844     |
| Oberstleutnant       | Adam von Harold          | 18. Oktober 1844 bis 31. März 1848      |
| Oberstleutnant       | Karl Gößmann             | 31. März 1848 bis 9. Oktober 1849       |
| Oberstleutnant       | Maximilian Feder         | 09. Oktober 1849 bis 22. Juli 1851      |
| Major                | Karl Böhe                | 23. Juli 1851 bis 31. März 1855         |
| Oberstleutnant       | Josef von Großschedel    | 31. März 1855 bis 9. Mai 1859           |
| Major                | Maximilian von Berchem   | 09. Mai 1859 bis 17. August 1866        |
| Oberstleutnant       | Maximilian Hebberling    | 17. August 1866 bis 3. Juli 1868        |
| Major                | Maximilian Reschreiter   | 03. Juli 1868 bis 3. November 1872      |
| Oberstleutnant       | Anton von Sauer          | 03. November 1872 bis 15. Dezember 1875 |
| Major/Oberstleutnant | Franz Berg               | 15. Dezember 1875 bis 23. März 1885     |
| Major                | Friedrich Lehmann        | 24. März 1885 bis 31. Oktober 1888      |
| Major                | Carl von Horn            | 31. Oktober 1888 bis 12. März 1890      |
| Major                | Jakob Fortenbach         | 12. März bis 1. Oktober 1890            |